# The Emptiness Machine
«The Emptiness Machine» — песня американской рок-группы Linkin Park. Она была выпущена в качестве ведущего сингла с восьмого студийного альбома группы From Zero 5 сентября 2024 года. Это первый сингл группы с Эмили Армстронг на вокале и Колином Бриттэном на барабанах, и первый сингл, в котором не участвуют Честер Беннингтон и Роб Бурдон. Трек имел коммерческий успех по всему миру, заняв первое место в чартах Австрии, Бельгии, Чехии, Германии, Латвии, Люксембурга, Португалии и Швейцарии, а также войдя в двадцатку лучших в Бразилии, Канаде, Хорватии, Финляндии, Франции, Греции, Индии, Ирландии, Литве, Малайзии, Мексике, Марокко, Новой Зеландии, Норвегии, Польше, Швеции и Великобритании.

## О песне
24 августа группа запустила таинственный 100-часовой обратный отсчет, что ещё больше усилило спекуляции на тему недавних слухов о воссоединении. По истечении срока таймера группа стала дразнить фанатов, когда часы снова начали тикать, а затем на несколько секунд отключились в 09:05, что привело к предположениям, что 5 сентября может состояться анонс, который группа позже подтвердила на своих аккаунтах в социальных сетях.
5 сентября на фан-мероприятии в Лос-Анджелесе, штат Калифорния, группа официально воссоединилась и впервые исполнила «The Emptiness Machine» вживую в Warner Bros. Television Studios, одновременно выпустив песню в качестве ведущего сингла с недавно анонсированного восьмого студийного альбома From Zero. Это было первое публичное выступление Linkin Park с Эмили Армстронг и Колином Бриттэном.
17 сентября группа появилась на The Tonight Show Starring Jimmy Fallon.  После интервью Шиноды с Джимми Фэллоном вся группа исполнила песню вживую, что стало первым телевизионным выступлением нового состава.

## Композиция
Revolver описал «The Emptiness Machine» как «суперзаряженный рок-гимн в проверенных временем традициях LP». Более конкретно критики описали песню как хард-рок, альтернативный рок и альтернативный метал.

## Коммерческое достижение
В Соединенных Штатах «The Emptiness Machine» мгновенно завоевала популярность на рок-радио в течение первых шести часов после выхода, дебютировав под номером 24 в чарте Billboard's Rock Airplay. Несмотря на то, что песня вышла в конце недели отслеживания, она одновременно дебютировала в чарте Hot Hard Rock Songs под номером 7, продав 1 000 цифровых загрузок и собрав 690 000 потоков за первые шесть часов. За первую полную неделю отслеживания песня набрала 13 400 000 потоков и 8 000 скачиваний, дебютировав на 21 месте в Billboard Hot 100 и на 3 месте в Hot Rock & Alternative Songs, а также возглавив чарты Hot Hard Rock Songs и Rock Airplay. При этом «The Emptiness Machine» стала самой популярной песней группы в США за последние пятнадцать лет после «New Divide» 2009 года, которая достигла пика на 6 месте, только после того, как песня Моргана Уоллена «Cowgirls» стала хитом Топ-20.
В Великобритании «The Emptiness Machine» стала первым синглом группы, занявшим первое место в чарте UK Singles Chart, уступив только «Taste» Сабрины Карпентер с 14 101 продажами в середине недели. В конце недели песня дебютировала на четвертом месте, став самой высокой песней в чарте, обойдя «What I've Done», которая достигла пика на шестом месте в 2007 году с лучшими показателями недели открытия в Великобритании для сингла, составившими более 38 000 единиц. Одновременно песня дебютировала на вершине UK Singles Sales Chart и UK Singles Downloads Chart, подарив группе первое место в Великобритании по чистым продажам в стране с более чем 2 500 скачиваниями; он также провел пять недель подряд на вершине К ноябрю 2024 года «The Emptiness Machine» уже достигла 176 137 продаж в чартах Великобритании. На следующей неделе после выхода альбома песня вернулась в британский Топ-10 и получила серебряный сертификат Британской фонографической индустрии за 200 000 единиц.
Песня дебютировала на вершине немецкого чарта синглов, став первым синглом группы номер один в Германии и самым высоким достижением с 2012 года, когда «Burn It Down» занял 2-е место.  Она оставалась на первом месте одиннадцать недель подряд, став самым продолжительной на первым месте за весь календарный год в стране. В Европе «The Emptiness Machine» также стал хитом номер один в Австрии, Чехии, Латвии, Люксембурге, Португалии и Швейцарии.
В Ирландии «The Emptiness Machine» дебютировала на 16-м месте в ирландском чарте синглов, став самой успешной песней с 2007 года, где «What I've Done» достигла 15-го места.
Во всём мире песня дебютировала на третьем месте в чарте Billboard Global 200 с 74 миллионами потоков и 19 000 продаж за первую полную неделю, что сделало «The Emptiness Machine» первой песней группы, ставшей хитом топ-10 в этом чарте.

## Список композиций
| №  | Название                | Длительность |
| -- | ----------------------- | ------------ |
| 1. | «The Emptiness Machine» | 3:10         |

| №                   | Название                               | Длительность |
| ------------------- | -------------------------------------- | ------------ |
| 1.                  | «The Emptiness Machine»                | 3:12         |
| 2.                  | «The Emptiness Machine» (instrumental) | 3:12         |
| Общая длительность: | Общая длительность:                    | 6:24         |

## Музыкальное видео
Музыкальный клип для «The Emptiness Machine» был снят в Лос-Анджелесе, Калифорния, в конце июля, под руководством диджея группы Джо Хана. Он был опубликован на YouTube и выпущен 5 сентября 2024 года.
В клипе использованы глючные визуальные эффекты, а участники группы телепортируются в разные места. Майк Шинода также видит, как он рисует картину, которая изображена на обложке сингла. Как и в клипе на New Divide, для перехода к финальной сцене, в которой вся группа выступает на платформе, а все вокруг состоит из частиц, был использован мошинг. Для создания этого эффекта в финале клипа использовался захват движения.

## Участники записи
Linkin Park
- Эмили Армстронг — вокал, композиция
- Колин Бриттэн — ударные, композиция, сопродюсер
- Брэд Делсон — гитары, бэк-вокал, композиция, сопродюсер
- Дэйв «Феникс» Фаррелл — бас, бэк-вокал, композиция
- Джо Хан — семплы, программирование, бэк-вокал, композиция
- Майк Шинода — клавишные, вокал, ритм-гитара, композиция, продюсирование, звукорежиссура

Дополнительный персонал
- Нил Аврон[англ.] — сведение
- Эмерсон Манчини — мастеринг
- Итан Мейтс — звукорежиссёр
- Скотт Скржински — помощник звукорежиссёра

## Чарты
| Чарт (2024)                                  | Высшая позиция |
| -------------------------------------------- | -------------- |
| Австралия (ARIA)                             | 27             |
| Австрия (Ö3 Austria Top 40)                  | 1              |
| Беларусь (TopHit)                            | 111            |
| Бельгия/Фландрия (Ultratop 50)               | 14             |
| Бельгия/Валлония (Ultratop 50)               | 18             |
| Боливия (Monitor Latino)                     | 6              |
| Боливия (Billboard)                          | 20             |
| Бразилия (Billboard Hot 100 Airplay)         | 5              |
| Канада (Billboard Canadian Hot 100)          | 12             |
| Канада (Billboard Rock)                      | 1              |
| Латинская Америка (Monitor Latino)           | 7              |
| СНГ (Tophit)                                 | 144            |
| Колумбия (Monitor Latino)                    | 7              |
| Коста-Рика (Monitor Latino)                  | 5              |
| Хорватия (Billboard)                         | 10             |
| Чехия (Rádio Top 100)                        | 13             |
| Чехия (Singles Digitál Top 100)              | 1              |
| Чехия (IFPI)                                 | 1              |
| Дания (Tracklisten)                          | 35             |
| Эквадор (Monitor Latino)                     | 7              |
| Сальвадор (Monitor Latino)                   | 9              |
| Эстония (TopHit)                             | 42             |
| Финляндия (Suomen virallinen lista)          | 5              |
| Франция (SNEP)                               | 12             |
| Германия (GfK)                               | 1              |
| Мир (Billboard Global 200)                   | 3              |
| Греция (IFPI)                                | 4              |
| Гватемала (Monitor Latino)                   | 2              |
| Гондурас (Monitor Latino)                    | 11             |
| Венгрия (Single Top 40)                      | 7              |
| Исландия (Tónlistinn)                        | 22             |
| Индия (IMI)                                  | 18             |
| Ирландия (IRMA)                              | 16             |
| Италия (FIMI)                                | 34             |
| Италия (FIMI)                                | 61             |
| Япония (Oricon)                              | 42             |
| Япония (Billboard Japan)                     | 42             |
| Япония (Billboard Japan)                     | 2              |
| Латвия (LaIPA)                               | 1              |
| Ливан (Lebanese Top 20)                      | 10             |
| Литва (AGATA)                                | 7              |
| Литва (TopHit)                               | 12             |
| Люксембург (Billboard)                       | 1              |
| Малайзия (Billboard)                         | 13             |
| Малайзия (RIM)                               | 12             |
| Мексика (Monitor Latino)                     | 7              |
| Марокко (Hit Radio)                          | 13             |
| Нидерланды (Dutch Top 40)                    | 21             |
| Нидерланды (Single Top 100)                  | 15             |
| Новая Зеландия (Recorded Music NZ)           | 18             |
| Норвегия (VG-lista)                          | 10             |
| Парагвай (Monitor Latino)                    | 17             |
| Панама (Monitor Latino)                      | 11             |
| Перу (Monitor Latino)                        | 9              |
| Перу (Billboard)                             | 24             |
| Польша (Polish Streaming Top 100)            | 10             |
| Португалия (AFP)                             | 1              |
| Румыния (Billboard)                          | 12             |
| Сингапур (RIAS)                              | 12             |
| Словакия (Rádio Top 100)                     | 31             |
| Словакия (Singles Digitál Top 100)           | 2              |
| ЮАР (Billboard)                              | 15             |
| Республика Корея (Circle)                    | 95             |
| Республика Корея (Circle)                    | 131            |
| Испания (PROMUSICAE)                         | 27             |
| Швеция (Sverigetopplistan)                   | 14             |
| Швейцария (Schweizer Hitparade)              | 1              |
| Китайская Республика (Billboard)             | 24             |
| Великобритания (UK Singles Chart)            | 4              |
| Великобритания (UK Rock Chart)               | 1              |
| Уругвай (Monitor Latino)                     | 11             |
| США (Billboard Hot 100)                      | 21             |
| США (Billboard Hot Rock & Alternative Songs) | 3              |
| США (Billboard Rock Airplay)                 | 1              |
| Венесуэла (Monitor Latino)                   | 10             |

| Чарт (2024)                          | Высшая позиция |
| ------------------------------------ | -------------- |
| Бразилия (Pro-Música Brasil)         | 15             |
| Чехия (Rádio – Top 100)              | 18             |
| Чехия (Singles Digitál – Top 100)    | 1              |
| Чехия (IFPI)                         | 1              |
| Эстония (TopHit)                     | 63             |
| Литва (TopHit)                       | 18             |
| Словакия (Rádio Top 100)             | 53             |
| Словакия (Singles Digitál – Top 100) | 2              |

| Чарт (2024)                     | Позиция |
| ------------------------------- | ------- |
| Австрия (Ö3 Austria Top 40)     | 11      |
| Канада (Billboard)              | 59      |
| Германия (GfK)                  | 26      |
| Швейцария (Schweizer Hitparade) | 39      |
| США (Billboard)                 | 71      |
| США (Billboard)                 | 23      |
| Венесуэла (Record Report)       | 19      |

## Сертификации
| Регион                                                                      | Сертификация | Продажи |
| --------------------------------------------------------------------------- | ------------ | ------- |
| Австралия (ARIA)                                                            | Золотой      | 35 000  |
| Австрия (IFPI Austria)                                                      | Платиновый   | 30 000  |
| Бельгия (BEA)                                                               | Золотой      | 20 000  |
| Канада (Music Canada)                                                       | Платиновый   | 80 000  |
| Франция (SNEP)                                                              | Платиновый   | 200 000 |
| Германия (BVMI)                                                             | Золотой      | 300 000 |
| Италия (FIMI)                                                               | Золотой      | 50 000  |
| Португалия (AFP)                                                            | Золотой      | 5000    |
| Испания (PROMUSICAE)                                                        | Золотой      | 30 000  |
| Швейцария (IFPI Switzerland)                                                | Платиновый   | 30 000  |
| Великобритания (BPI)                                                        | Серебряный   | 206,939 |
| Данные о продажах + прослушиваниях приведены только на основе сертификации. |              |         |